# Olga Graf
Olga Borisovna Graf (Russisch: Ольга Борисовна Граф) (Omsk, 15 juli 1983) is een voormalig Russische langebaanschaatsster.
Tijdens de Olympische Winterspelen 2014 te Sotsji behaalde Graf als debutante op de Spelen de bronzen medaille op de 3000 meter in een persoonlijke recordtijd van 4.03,47.
Bij de nationale allroundkampioenschappen van 2012 en 2016 werd ze tweede en in 2013 derde.

## Persoonlijk records
| Afstand    | Tijd    | Datum            | Baan       |
| ---------- | ------- | ---------------- | ---------- |
| 500 meter  | 39,84   | 22 maart 2014    | Heerenveen |
| 1000 meter | 1.19,79 | 16 oktober 2011  | Kolomna    |
| 1500 meter | 1.55,67 | 23 maart 2014    | Heerenveen |
| 3000 meter | 4.01,31 | 7 november 2015  | Calgary    |
| 5000 meter | 6.55,78 | 19 februari 2014 | Sotsji     |

## Resultaten
| Jaar | EK Allround          | EK Afstanden             | WK Allround             | WK Afstanden                                    | Olympische Spelen                |
| ---- | -------------------- | ------------------------ | ----------------------- | ----------------------------------------------- | -------------------------------- |
| 2011 |                      |                          |                         | 18e 3000m                                       |                                  |
| 2012 | 8e (15e, 8e, 7e, 6e) |                          | NC18 (17e, 20e, 10e, -) | 10e 3000m 4e 5000m                              |                                  |
| 2013 | 6e (10e, 8e, 9e, 6e) |                          | NC13 (14e, 11e, 14e, -) | 12e 3000m 9e 5000m 5e achtervolging             |                                  |
| 2014 | 6e (8e, 8e, 4e, 6e)  |                          | · (12e, , )             |                                                 | 3000m · 4e 5000m · achtervolging |
| 2015 | 4e · (8e, 4e, 5e, )  |                          | NS3 (20e, 17e, NS, -)   | 11e 1500m · 8e 3000m · 5e 5000m · achtervolging |                                  |
| 2016 | 7e (11e, 8e, 6e, 6e) |                          | NC11 (18e, 8e, 5e, -)   | 7e 1500m · 8e 3000m · achtervolging             |                                  |
| 2017 | 5e (7e, 6e, 6e, 5e)  |                          | 5e (9e, 7e, 4e, 7e)     | 7e 1500m · 7e 3000m · achtervolging             |                                  |
| 2018 |                      | 6e 3000m · achtervolging |                         |                                                 |                                  |

### Medaillespiegel
| Kampioenschap     | Goud | Zilver | Brons |
| ----------------- | ---- | ------ | ----- |
| Olympische Spelen | 0    | 0      | 2     |